# Grecia en los Juegos Paralímpicos de Toronto 1976
Grecia estuvo representada en los Juegos Paralímpicos de Toronto 1976 por tres deportistas masculinos. El equipo paralímpico griego no obtuvo ninguna medalla en estos Juegos.